# Јерменски манастирски комплекс у Ирану
Јерменски манастирски комплекс Ирана, на северозападу земље, састоји се од три јерменска хришћанска манастира који су основани у периоду између 7. и 14. века: светог Тадеја, светог Стефана и цркве Цорцор.
Јерменски манастирски комплекс уписан је на Унеско листу светске баштине 8. јула 2008. године на 32. заседању Одбора за светску баштину.. Три цркве се налазе на укупној површини од 129 хектара и уписане су према УНЕСКО-овим критеријумима (ii), (iii) и (vi) због своје изузетне вредности у представљању јерменске архитектонске и декоративне традиције, и као средишње место ширења јерменске културе у региону и место ходочашћа апостолу светом Тадеју, кључној личности јерменске верске традиције. Они представљају последње остатке старе јерменске културе на њеном југоисточном ободу. Комплекс је добро очуван.

## Манастир Светог Тадеја
Комплекс манастира св. Тадеја налази се у две зоне, од којих прва обухвата површину од приближно 30 хектара и садржи четири капеле и сам манастир. Главни манастирски комплекс од 64 × 51 метра опасан је зидом  са кулама у угловима. Дуж зида су монашке собе. Главна, такозвана Бела црква, изграђена је у облику грчког крста са куполом у облику кишобрана и звоником. Ту је и Црна црква, најстарији део комплекса, која такође има куполу. Спољашњост карактерише јерменска архитектонска уметничка форма од камене фасаде различитих боја. Унутрашња декорација чини спој јерменске и персијске традиције. Североисточно од главног манастира постоје још три капеле.
Друга зона удаљена је око два километра југоисточно од манастира и заузима површину од приближно 2 хектара где се налази пета, Сандохтина црква.
Манастир св. Тадеја, за који се претпоставља да је гробница једног од апостола Исуса Христа, Тадеја, одувек је било место велике духовне вредности за хришћане и остале становнике овог региона. Он је и даље живо место ходочашћа за припаднике Јерменске цркве.

## Манастир Светог Стефана
Манастир светог Стефана налази се у клисури реке Аракс, која се граничи са Азербејџаном. Централно подручје манастира простире се на површини од 72 хектара. Главна црква је смештена на стрмој падини унутар затвореног зида на простору од 48 x 72 метра. Поред манастира налазе се монашке собе. Дужина цркве, саграђене у облику грчког крста је 27, а висина 25 метара. Четворостубни улаз покривен је звоником на два нивоа; први је правоугаоног облика, а други има стубове који носе куполу у облику кишобрана. Фасада манастира је од камена, у духу јерменске верске архитектуре. Унутар цркве постоје слике сличне онима из цркве Ечмијадзин, која је спој хришћанске и исламске уметности. 
Низводно од манастира на простору од 11 хектара  налази се село, гробље и придружена црква у облику базилике са четири стуба који носе куполу. Гробље у селу има гробнице из 16. века. 
Десетак километара узводно, у близину града Џолфа на обали реке Аракс, налази се црква Чупан -пастир која је добро очувана, али су остале грађевине поред цркве у рушевинама.

## Црква Цорцор
Стара црква Цорцор налази се у долини реке Макучај и заузима површину од 0,8 хектара. То је заправо остатак великог манастира који је некада тамо постојао, пошто је црква пресељена на нову локацију удаљену 600 метара због потапања насталог услед изградње бране. Пре него што је демонтирана, направљени су детаљни планови и блокови су нумерисани како би се могли поново саставити на новом месту. Од 1500 камених блокова који су коришћени на новом локалитету за обнову цркве са куполом, само 250 су били нови блокови.  Ова реконструкција извршена је у периоду 1987–88.

## Галерија
- Манастир светог Тадеја, рељеф 1
- Манастир светог Тадеја, рељеф 2
- Унутрашњост манастира светог Стефана
- Црква Чупан
- Црква Цорцор
- Портал цркве Цорцор